# Sarkadkeresztúr
Sarkadkeresztúr (románul: Crâstor) község Békés vármegye Sarkadi járásában.

## Fekvése
Sarkad északi szomszédságában fekszik, természetföldrajzi szempontból a Kis-Sárrét déli peremén, a Körös menti sík szomszédságában. További szomszédai: észak felől Okány, északkelet felől Mezőgyán (Nagygyanté), kelet felől Újszalonta, délkelet felől pedig Méhkerék. Nyugat felől, egészen az okányi határszélig Sarkadhoz tartozó, jobbára lakatlan külterületek határolják.

### Megközelítése
A településen, nagyjából északkelet-délnyugati irányban keresztülhúzódik a Furta-Gyula közti 4219-es út, ez a leginkább kézenfekvő közúti megközelítési útvonala a két végponti település, illetve a 44-es és a 47-es főutak felől is. Csökmővel és Okánnyal a 4223-as út köti össze.
Közigazgatási területét a hazai vasútvonalak közül a MÁV 128-as számú Békéscsaba–Kötegyán–Vésztő–Püspökladány-vasútvonala érinti, amelynek egy megállási pontja van itt. Sarkadkeresztúr megállóhely a vonal állomásainak viszonylatában Méhkerék megállóhely és Okány vasútállomás között található; fizikailag a település központjától jó 3 kilométerre északkeletre helyezkedik el, közúti elérését a 4219-es útból kiágazó 42 342-es számú mellékút teszi lehetővé.

## Története
A község a történelmi idők során jellemzően osztozott a vele szomszédos, tőle délre fekvő Sarkad sorsában.
A 17. század második felében birtokosai a Leel-Őssy, Farkas, Sánta, Lakatos, Hrabovszky, Szappanos, Fazekas és Csotka családok voltak.
A 19. században a gróf Cseszneky örökösök, valamint a Marsó, Tóth, Bende, Kánya, Musztonyi, Gyulay és Debreczeni családok rendelkeztek nagyobb birtokkal a településen és a környező pusztákon.
A 20. század elején gróf Tisza István és dr. Gervay Pál kincstári ügyész birtoka volt.
A településhez tartoztak Varsányhely, Győr, Herpa, Veresgyürüs, Kányé, Romogy, Meggyes és Kis-Nyék puszták is. Győr puszta neve már 1396-ban feltűnt a korabeli oklevelekben. Herpa puszta 1396 és 1460 között községként volt feltüntetve az oklevelekben. Sarkadkeresztúr a trianoni békeszerződés előtt Bihar vármegye cséffai járásához tartozott.

## Közélete

### Polgármesterei
- 1990–1994: Ifj. Nagy Mihály (független)[5]
- 1994–1998: Nagy Mihály (független)[6]
- 1998–2002: Nagy Mihály (MSZP)[7]
- 2002–2006: Nagy Mihály (MSZP)[8]
- 2006–2010: Nagy Mihály (MSZP)[9]
- 2010–2014: Bakucz Péter (független)[10]
- 2014–2016: Bakucz Péter (Fidesz-KDNP)[11]
- 2016–2019: Bakucz Péter (független)[12]
- 2019–2024: Bakucz Péter (független)[13]
- 2024– : Bakucz Péter (Fidesz-KDNP)[1]

A településen 2016. december 18-án időközi polgármester-választást (és képviselő-testületi választást) tartottak, az előző képviselő-testület önfeloszlatása miatt. A választáson a hivatalban lévő polgármester is elindult, és meg is nyerte azt. Ugyancsak elindult egy országos ismertségre jutott politikus – Kásler Árpád, A Haza Pártja alapító elnöke – is, de 17,83 %-os eredményével, öt jelölt közül csak a harmadik helyet érte el.

## Népesség
A település népességének változása:
| Lakosok száma | 1587 | 1544 | 1509 | 1406 | 1338 | 1343 | 1323 |
|               | 2013 | 2014 | 2015 | 2021 | 2022 | 2023 | 2024 |

2001-ben a település lakosságának 99%-a magyar, 1%-a  egyéb (főleg román és német) nemzetiségűnek vallotta magát.
A 2011-es népszámlálás során a lakosok 88,7%-a magyarnak, 1,3% cigánynak, 0,3% németnek, 4,2% románnak, 0,9% szlováknak mondta magát (11,3% nem nyilatkozott; a kettős identitások miatt a végösszeg nagyobb lehet 100%-nál). A vallási megoszlás a következő volt: római katolikus 6,9%, református 39,9%, evangélikus 0,4%, felekezeten kívüli 28,2% (18,6% nem nyilatkozott).
2022-ben a lakosság 90,3%-a vallotta magát magyarnak, 2,4% románnak, 0,7% cigánynak, 0,5% németnek, 0,1-0,1% görögnek, szlováknak, örménynek és lengyelnek, 1,3% egyéb, nem hazai nemzetiségűnek (9,7% nem nyilatkozott; a kettős identitások miatt a végösszeg nagyobb lehet 100%-nál). Vallásuk szerint 32,7% volt református, 6,9% római katolikus, 1,6% ortodox, 0,1% evangélikus, 0,2% görög katolikus, 1,6% egyéb keresztény, 0,5% egyéb katolikus, 22,6% felekezeten kívüli (33,6% nem válaszolt).

## A zsidó közösség és temetője
Sarkadkeresztúron a 19. század közepén tekintélyes lélekszámú, kereskedő, vándorkereskedő zsidó közösség élt, akik a sarkadi zsidósággal álltak szoros kapcsolatban, temetőjük és imaházuk volt a faluban.
1944-ben a helyi zsidókat deportálták. A deportálástól való félelmében Kemény Franciska helyi tanítónő öngyilkos lett.
A zsidó temetőt a nyilasok 1944 nyarán feldúlták és a földdel tették egyenlővé.

## Nevezetességei
- Református temploma - 1818-ban épült.
- Görög k. temploma - 1830-ban készült.

## Sportélete
- A Sarkadkeresztúri Sportegyesület leginkább labdarúgóklubként működik a településen.